# Amsterdam-Oost
Oost is een stadsdeel van de gemeente Amsterdam in de Nederlandse provincie Noord-Holland. Dit stadsdeel werd ingesteld in 2010 en is een samenvoeging van de vroegere stadsdelen Oost-Watergraafsmeer en Zeeburg. Het stadsdeel wordt bestuurd als bestuurscommissiegebied.
Op het Oosterspoorplein in de vork van Station Amsterdam Muiderpoort staat het kunstwerk The flowers van Karel Appel.

## Oost
Oost is het deel van Amsterdam dat ten oosten van de Singelgracht ligt. De westelijke begrenzing is de Amstel; de zuidelijke grens, tevens de gemeentegrens, loopt voor een groot deel langs de Amsterdamse ringweg. De bouw van de oostelijke stadsuitbreidingen begon in het laatste kwart van de 19e eeuw, met de bouw van de Oosterparkbuurt en de Dapperbuurt. Oud-Oost bestaat daarnaast ook uit de buurt Weesperzijde. Recent is hier de wijk Oostpoort bij gekomen op het terrein van de vroegere Oostergasfabriek.
Na 1900 begon ook de bouw van de Indische buurt. Tussen 1920 en 1940 kwamen nieuwe stadsuitbreidingen, gedeeltelijk op het grondgebied van de vroegere gemeente Nieuwer Amstel, tot stand. Dit zijn onder andere de Transvaalbuurt en de Indische Buurt. Sinds 1987/1990 vormen deze buurten het stadsdeel Oost. De Indische buurt maakte tot en met 30 april 2010 deel uit van stadsdeel Zeeburg.
Om de ontsluiting van deze nieuwe buurten te verbeteren, werden tussen 1932 en 1942 de Spoorwegwerken Oost uitgevoerd. Hierbij werden de laaggelegen spoorbanen verhoogd op dijken gelegd en konden de overwegen vervangen worden door viaducten. Het oude Weesperpoortstation uit 1843 werd op 15 oktober 1939 gesloten en vervangen door het op dezelfde dag geopende Amstelstation. De buurten "achter" de spoorlijn waren nu beter bereikbaar. Diverse tramlijnen konden in de jaren 1939 tot 1942 hierheen verlengd worden.
Ook in de in 1921 geannexeerde gemeente Watergraafsmeer kwamen vanaf de jaren 20 stadsuitbreidingen tot stand. Het stadsdeel Watergraafsmeer werd in 1987 ingesteld.
In 1998 werden de stadsdelen Oost en Watergraafsmeer samengevoegd tot stadsdeel Oost/Watergraafsmeer.
In het stadsdeel Zeeburg werden in de jaren 90 de nieuwe buurten in het Oostelijk Havengebied gebouwd en sinds 2002 wordt IJburg gebouwd, dat oorspronkelijk ook wel met 'Nieuw-Oost' werd aangeduid. Het Zeeburgereiland wordt nog ontwikkeld tot een nieuwe locatie voor woningbouw.
In maart 2007 werd Oost aangewezen als een probleemwijk, dit heeft in het bijzonder betrekking op de Transvaalbuurt en de Indische buurt (zie De 40 wijken van Vogelaar), waardoor zij extra aandacht en geld hebben ontvangen.

## Buurten en wijken
- Amsteldorp
- Betondorp
- Dapperbuurt
- Don Bosco
- Frankendael
- IJburg
- Indische Buurt

- Jeruzalem
- Julianapark
- Middenmeer
- De Omval
- Oostelijk Havengebied
- Oosterparkbuurt
- Oostpoort

- Park de Meer
- Science Park
- Transvaalbuurt
- Van der Kunbuurt
- Weesperzijde
- Zeeburgereiland

### Uitslagen van de deelraadsverkiezingen Oost
| Deelraadszetels | Deelraadszetels | Deelraadszetels |
| --------------- | --------------- | --------------- |
| Partij          | 2010            |                 |
| PvdA            | 8               |                 |
| GL              | 7               |                 |
| D66             | 5               |                 |
| VVD             | 4               |                 |
| SP              | 3               |                 |
| Meerbelangen    | 2               |                 |
| Totaal          | 29              |                 |

De onderstreepte getallen vormen de hieruit onderhandelde bestuursmeerderheid.

### Uitslag van de stadsdeelcommissieverkiezingen Oost
| Stadsdeelcommissieleden | Stadsdeelcommissieleden | Stadsdeelcommissieleden |
| ----------------------- | ----------------------- | ----------------------- |
| Partij                  | 2018                    |                         |
|                         |                         |                         |
| GL                      | 4                       |                         |
| D66                     | 4                       |                         |
| VVD                     | 3                       |                         |
| PvdA                    | 3                       |                         |
| SP                      | 1                       |                         |
| Méérbelangen            | 1                       |                         |
|                         |                         |                         |
| Totaal                  | 16                      |                         |